# シュテファン・ホルンガッハー
シュテファン・ホルンガッハー（Stefan Horngacher、1969年9月20日 - ）はオーストリア、チロル州・ヴェルグル出身の元スキージャンプ選手。1988年から2002年に国際大会で活躍し、1994年と1998年のオリンピックでともに団体戦銅メダルを獲得した。

## プロフィール
1988年のジャンプ週間に地元枠で出場、ワールドカップデビューを果たしたが、成績は振るわなかった。
1990/91シーズンはジャンプ週間で総合5位となり、好調を維持して世界選手権に初出場、ノーマルヒル22位、ラージヒル5位、そして団体戦で金メダルを獲得した。
さらに2月24日のスキーフライング（バド・ミッテルンドルフ）でワールドカップ初優勝をあげ、このシーズンの総合4位となった。
1993年、1999年、2001年の世界選手権でいずれもラージヒル団体銅メダル、また2001年はノーマルヒル団体で金メダルを獲得した。
ワールドカップ通算2勝（2位8回、3位5回）
現役引退後は最初にオーストリアの、次いでポーランドのジュニアのコーチとなった。
2006年初めからヒンターツァルテンの拠点指導者となりドイツスキー連盟からジュニアチームのトレーニングとマルティン・シュミットの個人指導を依頼された。
2016年にはポーランドナショナルチームのコーチとなり、2016/17シーズン、2017/18シーズンのスキージャンプ週間で優勝したカミル・ストッフなどを指導、世界選手権の団体ラージヒルで金メダルを獲得した。
2019年4月より、ヴェルナー・シュスターに代わってドイツナショナルチームの監督に就任した。
2022年北京オリンピックのスキージャンプ競技ではドイツチームのコーチを務めた。同大会女子で銀メダルを獲得したカタリナ・アルトハウスら5人の選手がスーツ違反で失格となった際は、怒りの声をあげた。